# Masīnīyeh-ye Soflá
Masīnīyeh-ye Soflá (persiska: مسینیه سفلی, Moseynīyeh, Moseynīyeh-ye Soflá) är en ort i Iran.   Den ligger i provinsen Khuzestan, i den centrala delen av landet, 600 km söder om huvudstaden Teheran. Masīnīyeh-ye Soflá ligger 18 meter över havet och antalet invånare är 120.
Terrängen runt Masīnīyeh-ye Soflá är mycket platt. Runt Masīnīyeh-ye Soflá är det ganska tätbefolkat, med 58 invånare per kvadratkilometer. Närmaste större samhälle är Rāmshīr, 15,8 km norr om Masīnīyeh-ye Soflá. Trakten runt Masīnīyeh-ye Soflá är ofruktbar med lite eller ingen växtlighet.